# Cumbria
Cumbria är ett ceremoniellt grevskap i nordvästra England. Det gränsar till Lancashire, North Yorkshire, County Durham och Northumberland i England, samt Dumfries and Galloway och Scottish Borders i Skottland. Huvudort är Carlisle.
Nationalparken Lake District ligger i grevskapet. Grevskapets (och Englands) högsta punkt är Scafell Pike, som ligger 977 m ö.h. Lake District har attraherat många framträdande konstnärer, poeter, musiker och författare inom den engelska litteraturen, som exempelvis William Wordsworth, Samuel Taylor Coleridge och Beatrix Potter.

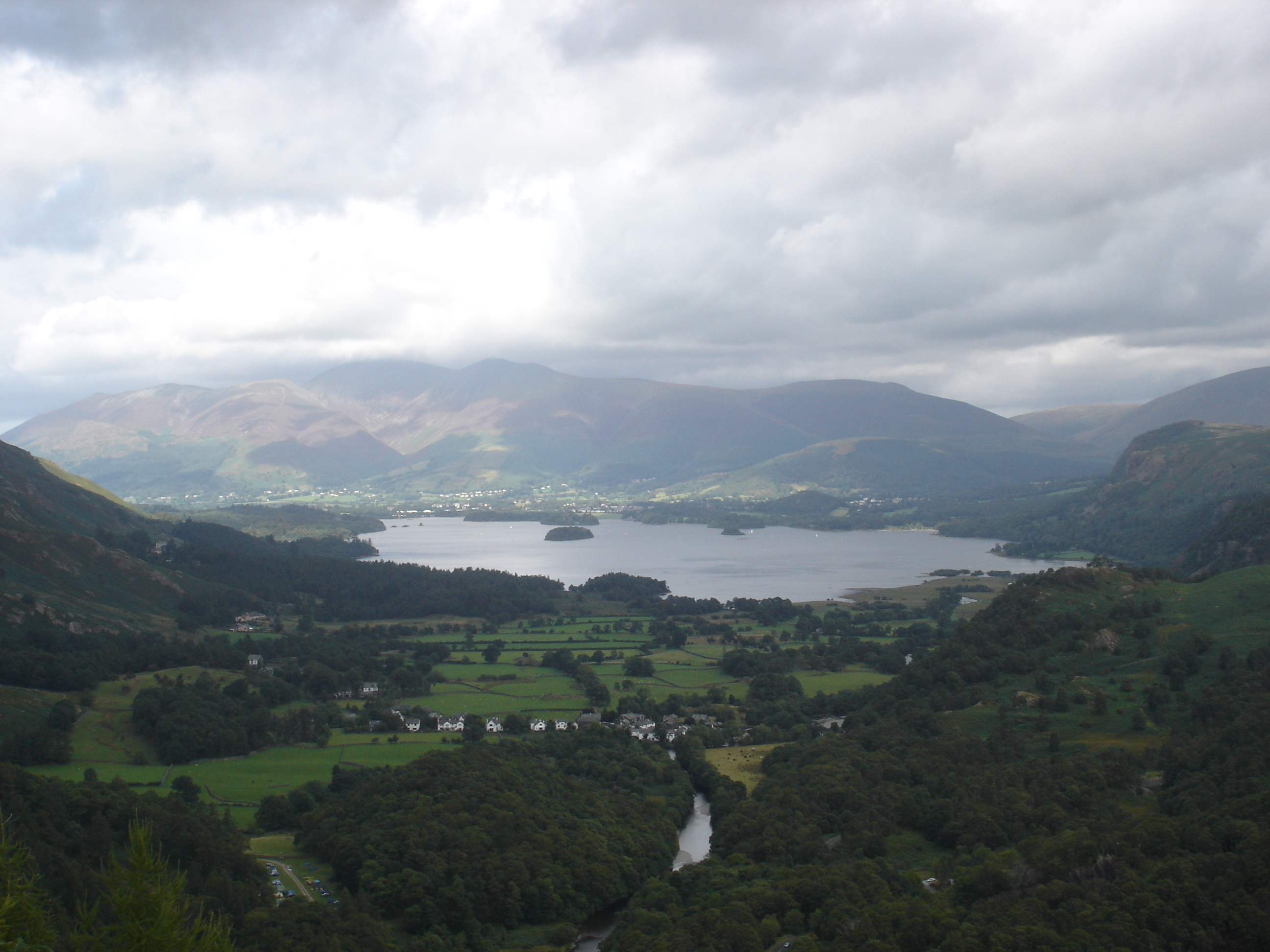
Det inre av Cumbria upptas av nationalparken Lake District, ett bergs- och sjöområde som är känt för sin naturskönhet.

Bergskedjan Penninerna sträcker sig längs grevskapets östra gräns. Hadrianus mur går genom den nordligaste delen av grevskapet, i och runt Carlisle.

## Historia
Under tidig medeltid täckte det keltiska kungariket Rheged en stor del av området, som beboddes av britanner. Det införlivades med Northumbria någon gång mellan 630 och 730, vilket ledde till att det kumbriska språket gradvis ersattes med engelska. Namnet Cumbria, som har använts i flera hundra år, är av kumbriskt ursprung och etymologiskt släkt med det kymriska ordet Cymru, som betyder Wales. Vid den administrativa reformen 1974 fick Cumbria bli namnet på det nya grevskap som bildades genom att Cumberland, Westmorland, norra Lancashire och en liten del av West Riding of Yorkshire slogs ihop.
Lokala tidningar The Westmorland Gazette och Cumberland and Westmorland Herald fortsätter att använda namnet på sina historiska län. Andra publikationer, såsom reklammaterial för lokala myndigheter, beskriver området som "Cumbria", liksom Lake District National Park Authority.

## Politik
Cumbria representeras i Storbritanniens parlament av sex ledamöter.
På lokal nivå är grevskapet sedan 2023 indelat i enhetskommunerna Cumberland (huvudort Carlisle) och Westmorland and Furness (huvudort Kendal).

## Skotten i Cumbria
Under fyra timmar den 2 juni 2010 inträffade en serie mord runt om i Cumbria, där den 52-årige taxichauffören Derrick Bird sköt ihjäl 12 personer och skadade ytterligare 11 (se vidare på Skotten i Cumbria).